# Orlando Salgado
Orlando Salgado Bermúdez (San Antonio de los Baños, 24 de noviembre de 1952) es un ex primer bailarín y maestro del Ballet Nacional de Cuba. Fue partenaire de la prima ballerina Alicia Alonso durante más de dos décadas. 
Desde 1997 es Profesor Titular Adjunto de la Facultad de Danza de la Universidad de las Artes, en La Habana, Cuba. 
En 2002 obtuvo un Máster Universitario en Artes Escénicas en la Universidad Rey Juan Carlos, en Madrid, España, donde enseñó desde 2013 al 2018.
Es miembro del Consejo Internacional de la Danza, CID-UNESCO.
Su extenso repertorio abarca los principales roles de la tradición romántico-clásica en Giselle, El lago de los cisnes, Coppélia, La fille mal gardeé, Cascanueces, La Bella Durmiente, Don Quijote y creaciones de coreógrafos de estilos tan diversos como Maurice Bejárt, Alicia Alonso, Antonio Gades, Azari Plisetsky, Alberto Méndez, Jerome Robbins, George Balanchine, Roland Petit, Alberto Alonso, Gustavo Herrera, Jorge Lefevre, Ivan Tenorio y Vittorio Biaggi, entre  otros. 
Entre sus interpretaciones se destacan los roles de Albrecht en Giselle, Sigfrido en El lago de los cisnes, Don José en Carmen, Leonardo en Bodas de sangre, Edipo en Edipo Rey, y Canto vital, con los cuales ha recibido el reconocimiento de la crítica internacional. 

## Formación artística
Orlando Salgado inició sus estudios de ballet a los 9 años, junto con su hermano Francisco Salgado en la recién inaugurada Escuela Nacional de Arte de Cubanacán en La Habana, donde combinó sus clases con las prácticas artísticas, saliendo a escena desde los 13 años en espectáculos del Ballet Nacional de Cuba. 
A su formación profesional contribuyeron importantes maestros como Alicia Alonso, Fernando Alonso, Laura Alonso, Joaquín Banegas, Loipa Araújo y Azari Plisetsky.
Se graduó en 1968, con la primera promoción de la escuela.

## Trayectoria profesional

### En Cuba
Apenas graduado, inició su carrera profesional como parte del cuerpo de baile del Ballet Nacional de Cuba, donde fue promovido a la categoría de solista, en 1972, y de Primer Bailarín, en 1976.
Desde 1969 hasta 2001 participó en numerosas giras por más de 50 países de Europa, América, Asia, África y Oceanía, primero como miembro del cuerpo de baile y posteriormente como primera figura del Ballet Nacional de Cuba.
Desde 1971 acompañó como partenaire a la Primerísima Bailarina Alicia Alonso en obras del repertorio clásico y contemporáneo como Giselle, El lago de los cisnes, Carmen, Edipo Rey, La viuda alegre, La diva, Roberto el Diablo, Poema del Amor y el Mar, Cleopatra, Dido abandonada y Espartaco, entre otros.
También fue partenaire de todas las primeras bailarinas del Ballet Nacional de Cuba y de importantes figuras de la danza internacional, como Eleonor D’Antuono, Martin Van Hamel y Sandra Rodríguez (del American Ballet Theatre), Liliana Belfiore (Teatro Colón de Buenos Aires), Silvie Reynaud y Laura Urdapieta (Compañía Nacional de Danza de México), Annette Av Paul y Sylvie Kinal (Les Grands Ballets Canadiens), Estela Erman (Argentina), Yasuyo Omoto (Japón), Eva Evdokimova (EE. UU.).
Durante su larga carrera como bailarín en el Ballet Nacional de Cuba, se desempeñó a la par como maestro y ensayador.

### En Argentina
En 2001, Orlando Salgado se traslada a vivir en Argentina como profesor, ensayador y repositor del Ballet Estable del Teatro Colón de Buenos Aires, junto a su esposa, la primera bailarina cubana Marta García.
En 2002 realiza, junto con ella, su versión coreográfica en tres actos y epílogo del ballet El lago de los cisnes que estrena con el Ballet Estable del Teatro Colón. También lleva a escena una versión de la suite de Don Quijote, especialmente montada para celebrar el 78° aniversario de esa compañía. 
Otras actividades importantes fueron su participación en la inauguración del 22º Festival de Danza de Joinville (Brasil), con la puesta del ballet Coppélia en su versión de tres actos; y como asistente coreográfico de Marta García en la puesta del ballet Lady Caroline (estreno mundial, en dos actos).

### En España
En el año 2005, Salgado se radicó en Madrid (España). Desde esa fecha hasta 2013, fue director adjunto y maestro del Ballet Carmen Roche, en Madrid. Por esos mismos años, fungió como maestro del Conservatorio Profesional de Danza Scaena.
Desde 2013 hasta 2018 fue profesor en el Instituto Superior de la Danza Alicia Alonso, adjunto a la Universidad Rey Juan Carlos, en Madrid.

## Trayectoria docente
Simultáneamente a su larga carrera como bailarín, Orlando Salgado desarrolló una importante labor pedagógica, no solo en el Ballet Nacional de Cuba, siendo responsable por la formación de varias generaciones de bailarines de esa compañía, sino también en otras muchas escuelas y compañías del mundo, impartiendo cursos de verano y como profesor en innumerables compañías y centros de danza. 
De igual modo, ha sido jurado en numerosos concursos internacionales de la danza de la Escuela Nacional de Ballet en Cuba, Concurso Internacional Ballet de Trujillo (Perú), la compañía Ballet Municipal de Río de Janeiro (Brasil), el Gran Concurso Latinoamericano de la Danza, en Córdoba (Argentina), en el Concurso Nacional de Danza Ciudad de Ribarroja del Turia (Valencia), en el Campeonato Nacional de Danzas Ángel Martínez, en Talavera de la Reina (España), y otros.

## Festivales y galas
Desde los años 1966 hasta el 2000 participó en todas las ediciones del Festival Internacional de Ballet de La Habana, y tuvo una aparición especial en el año 2003. 
Ha sido Artista Invitado y ha compartido funciones en prestigiosas compañías como el Bolshoi, de Moscú, el American Ballet Theatre, Les Grands Ballets Canadiens, la Compañía Nacional de Danza de México, los teatros de Ballet y Opera de Iasi, Cluj y Bucarest, en Rumania, el Ballet de la Ópera de Roma, y otros. 
Fue director artístico de la Gala Internacional "Los virtuosos" (España, 2012) y de la Gala por el Centenario de Alicia Alonso (España, 2021).  
Entre los festivales y galas internacionales en los que participó como bailarín se encuentran: 
- 1978: 
Gala Internacional de Estrellas, organizada por la princesa Grace Kelly, Montecarlo (Mónaco).
Festival de Edimburgo (Escocia).

- 1980: 
Gala de Estrellas, organizada por la Unesco en homenaje a Alicia Alonso, París (Francia).

- 1986: 
Festival Internacional de Spoleto (Estados Unidos).

- 1988: 
Gala Internacional de Danza (función benéfica por la prevención del sida), (Bruselas) (Bélgica).
Festival Internacional de Ballet, Tokio y Osaka (Japón).
Ópera de Roma (Italia).

- 1990: 
Gala por los 50 años de la creación del American Ballet Theatre como partenaire de Alicia Alonso, (Nueva York).
Festival de Música y Danza Palma de Mallorca (España, junto a Alicia Alonso, Rudolf Nureyev y la soprano española Victoria de los Ángeles.

- 1991: 
Festival de Edimburgo (Escocia).

- 1992: 
Gala Hispanoamericana, Madrid (España).

- 1995: 
Gala Internacional “Unidos Danzamos”, por el 50° Aniversario de la ONU, San Francisco (Estados Unidos).

- 1996:
Festival Internacional de Teatro Clásico de Mérida, (México).

## Premios y distinciones
- 1978: 
Medalla y Diploma de Laureado en el 2º Concurso Internacional de Ballet de Japón.
Premio Especial por pareja del Jurado de Checoslovaquia en el 2° Concurso Internacional de Ballet de Tokio, junto a la primera bailarina Marta García.

- 1979: 
Medalla del Festival de Ballet de Lodz (Polonia).

- 1989:
Distinción por la Cultura Nacional, Ministerio de Cultura de Cuba.

- 1991: 
Medalla de la Asociación Min-On de Tokio (Japón)
Diploma de Honor de la Alcaldía de La Paz (Bolivia).

- 1999:
Orden “Alejo Carpentier”, que otorga el Consejo de Estado de la República de Cuba.
Orden “La Giraldilla”, como hijo ilustre de la Ciudad de La Habana por el gobierno de esa ciudad.

- 2007:
Medalla conmemorativa “Fernando Alonso”, otorgada por la dirección de la Escuela Nacional de Ballet de La Habana.

## Filmografía
- 1970: Un retablo para Romeo y Julieta. Coreografía: Alberto Alonso. Dirección: Antonio Fernández Reboiro (ICAIC).
- 1971: Edipo Rey. Coreografía: Jorge Lefebre. Dirección: Antonio Fernández Reboiro (ICAIC).